# Ироду
Ироду (Эрод; англ. Erode; там. ஈரோடு Īrōṭu [ˈiːɾoːɖɯ]) — город в индийском штате Тамилнад. Административный центр округа Ироду. Средняя высота над уровнем моря — 183 метра. По данным всеиндийской переписи 2001 года, в городе проживало 151 184 человека, из которых мужчины составляли 51 %, женщины — соответственно 49 %. Уровень грамотности взрослого населения составлял 78 % (при общеиндийском показателе 59,5 %). Уровень грамотности среди мужчин составлял 83 %, среди женщин — 72 %. 9 % населения было моложе 6 лет.
Город расположен на берегах рек Кавери и Бхавани и представляет собой агломерацию. На другом берегу реки Кавери расположен город-спутник Ироду — Паллипалаям (Pallipalayam).

## Известные жители
- Сриниваса Рамануджан Айенгор (1887—1920) — математик.
- Перияр Ироду Венката Рамасами (1879—1973) — бизнесмен и политический деятель.